# Калужская (закрытая станция метро)
«Калу́жская» — закрытая станция Московского метрополитена, являвшаяся конечной на Калужском радиусе с 1964 по 1974 год.
Имела два тупиковых пути с платформой островного типа; последняя переходила в кассовый зал. Украшения на станции отсутствовали. Была единственной наземной станцией Калужско-Рижской линии.

## История
Станция была открыта 15 апреля 1964 года, на момент открытия стала 69-й станцией Московского метрополитена. Располагалась на территории ТЧ-5 «Калужское». Название получила по проходившему рядом Калужскому шоссе, большая часть которого в последующие годы вследствие возникновения новых районов массовой жилой застройки была поглощена прокладываемой Профсоюзной улицей.
С открытием участка «Новые Черёмушки» — «Беляево» в 1974 году станция была закрыта, а её название передано подземной станции на этом участке.

## Современное состояние
Неф депо, в котором находилась станция, претерпел с 1974 года лишь незначительные изменения. Полностью сохранилась платформа станции и пути, помещения вестибюля используются в качестве комнаты отдыха персонала. Действует и служебный тоннель, соединявший в своё время старую и новую (открытую уже после постройки станции) территории электродепо, минуя пассажирскую зону. Частично сохранились оригинальные светильники. В последние годы платформа, пути и прилегающие территории станции используются под склад.
К бывшему вестибюлю в 1978-79 годах было вплотную пристроено семиэтажное здание Прокуратуры Московского Метрополитена, в котором находится доступная для свободного входа столовая (окна выходят на улицу со стороны ДК «Меридиан»).
На одной из стен бывшего станционного нефа до начала 2000-х сохранялись указательные плашки со старыми названиями некоторых станций Калужско-Рижской линии (например, «Новокузнецкая», «Площадь Ногина», «Колхозная», «Щербаковская»), а также отсутствует станция «Шаболовская». Висят они на брусе на высоте трёх с половиной метров, поэтому при перестройке нефа их не стали ликвидировать.[значимость факта?]